# Ghostbusters - Minaccia glaciale
Ghostbusters - Minaccia glaciale (Ghostbusters: Frozen Empire) è un film del 2024 co-scritto e diretto da Gil Kenan.
La pellicola è il sequel di Ghostbusters: Legacy (2021) e il quinto capitolo del franchise di Ghostbusters.

## Trama
Tre anni dopo gli eventi di Summerville, Oklahoma, Callie Spengler, il suo fidanzato Gary Grooberson, i suoi figli Trevor e Phoebe e gli amici intimi Lucky Domingo e Podcast, si trasferiscono a New York City per aiutare Winston Zeddemore e Ray Stantz a ristabilire gli Acchiappafantasmi, i quali hanno sviluppato un laboratorio di ricerca top-secret sui fantasmi e sul paranormale. Dopo che gli Spengler e Grooberson catturano un fantasma a Hell's Kitchen, il gruppo deve affrontare la minaccia di chiusura da parte di Walter Peck, un oppositore di lunga data degli Acchiappafantasmi, che da allora è diventato il nuovo sindaco della città, a causa dei danni provocati durante l'inseguimento. Per placarlo, Callie esclude Phoebe da ulteriori ricerche sul campo finché non sarà maggiorenne. Sconvolta da questo, Phoebe tenta di calmarsi giocando a scacchi in un parco vicino, dove incontra e fa amicizia con un fantasma di nome Melody, morta insieme alla sua famiglia in un incendio vagante.
Nel frattempo, Ray e Podcast iniziano a raccogliere vari oggetti maledetti per esaminarli (nel negozio dell'occulto dell'uomo) e ricevono la visita di Nadeem Razmaadi che vende loro una strana sfera di ottone con segni rituali che era in possesso della sua defunta nonna, che Ray sospetta sia una trappola apotropaica. Un test dei suoi livelli PKE gli fa rilasciare un impulso psionico, che distrugge il rilevatore dell'uomo e danneggia l'unità di ecto-contenimento nel quartier generale degli Acchiappafantasmi. Winston in seguito prende la sfera per ulteriori esami e porta tutti nel suo centro di ricerca privato, gestito dal suo socio, il dottor Lars Pinfield, qui infatti collaudano nuove armi e apparecchiature , inoltre estraggono fantasmi dagli oggetti maledetti con un dispositivo sperimentale che mira a sfruttare l'energia spirituale e mentre una parte la studiano in speciali gabbie, l'altra la rinchiudono in una nuova unità di contenimento, molto più grande e aggiornata. Pinfield scopre di non poter estrarre nulla dalla sfera, che oltre a congelare alcune cose sembra avere il potere di attirare a sé i fantasmi. Per saperne di più, Lars si unisce a Trevor e Lucky (diventata stagista nel centro di ricerca) per vedere Nadeem, che rivela che la sfera è stata nascosta da sua nonna all'interno di una camera segreta in casa rivestita di ottone. Peter Venkman, chiamato in aiuto, scopre che Nadeem ha poteri pirocinetici latenti ma ne è ignaro.
Nel frattempo, Ray, accompagnato da Phoebe e Podcast, fa visita al dottor Hubert Wartzki, un bibliotecario ricercatore presso la Biblioteca pubblica di New York, per informazioni sulla sfera, dopo che da un video girato da Podcast sulla sfera sentono una voce in una strana lingua. Wartzki rivela che la sfera è stata costruita da un gruppo di stregoni chiamati Mastri di Fuoco per imprigionare Garraka, un dio demoniaco che cercava di conquistare il mondo con un esercito di fantasmi, nutrendosi di emozioni negative per creare un gelo intenso fino allo zero assoluto. Apprendono che la nonna di Nadeem era una discendente dei Mastri di Fuoco, che impedirono a Garraka di fuggire accidentalmente dalla sfera nel luglio 1904 in un finto rituale condotto dai membri del club per gentiluomini della Manhattan Adventurer's Society, che Garraka congelò a morte. Il confinamento della sfera da parte sua era dovuto al fatto che Garraka era vulnerabile alle leghe di rame e ottone combinate con il fuoco.
Quando il trio tenta di impedire a un fantasma di rubare una registrazione audio del rituale del club, Peck sfrutta il coinvolgimento di Phoebe per chiudere gli Acchiappafantasmi, dopo che distrugge la statua di uno dei leoni simbolo della biblioteca, posseduta dal fantasma, distruggendo anche la registrazione. Dopo una discussione con Gary e sua madre, Phoebe scappa di casa, dopodiché porta Melody al centro di ricerca di Winston e usa la sua attrezzatura di estrazione per proiettarsi come un fantasma per due minuti in modo che i due possano interagire fisicamente tra loro. Tuttavia, Melody rivela di aver lavorato segretamente con Garraka, offrendosi di liberarlo in cambio del passaggio nell'aldilà. Costringendo Phoebe a recitare il canto rituale (che può essere recitato solo da un vivo, in quanto collegata al suo corpo), Lucky presente nel laboratorio prova a fermarlo, ma le scariche dello zaino a protoni si rivelano inutili contro di lui. Garraka fugge e scatena una glaciazione sulla città, dopo aver recuperato le sue corna nascoste nell'appartamento di Nadeem. Rendendosi conto che sta cercando di liberare i fantasmi nell'unità di contenimento, gli Acchiappafantasmi (sia vecchi che nuovi) si riuniscono per difendere il loro quartier generale, con le nuove armi e aiutati da Nadeem, che indossa l'armatura di ottone di sua nonna e tenta di padroneggiare i suoi poteri.
Nonostante i loro migliori sforzi, Garraka li sopraffà e fa breccia nell'unità di contenimento. Phoebe, cercando di reagire, riconfigura il suo zaino protonico con l'ottone per rafforzarlo, dopodiché Melody, tradita da Garraka, fa ammenda aiutando Nadeem a utilizzare i suoi poteri per indebolire il dio, che Ray infine intrappola utilizzando l'unità di contenimento danneggiata. Melody si riconcilia con Phoebe prima di partire per l'aldilà per riunirsi alla sua famiglia. Mentre la città si scongela, gli Acchiappafantasmi vengono acclamati come eroi, con Peck costretto a supportare la squadra e reintegrare Phoebe. Il gruppo entusiasta di questo, inizia quindi la ricerca dei fantasmi fuggiti durante lo scontro attraverso New York City, dopo che Phoebe chiama Gary papà.
In una scena durante i titoli di coda, degli Omini dei Marshmallow rubano un camion che trasporta marshmallow mentre il proprietario effettua un acquisto in una stazione di servizio.

## Produzione
Le riprese del film, iniziate il 30 marzo 2023 a Londra col titolo di lavorazione Firehouse, poi proseguite a New York, sono terminate nel giugno 2023.

## Promozione
Il primo trailer del film è stato diffuso l'8 novembre 2023, il secondo trailer è stato pubblicato il 29 gennaio 2024.

## Distribuzione
Il film, inizialmente fissato per il 20 dicembre 2023, e poi al 29 marzo 2024, è stato distribuito nelle sale cinematografiche statunitensi a partire dal 22 marzo 2024. Nelle sale italiane è stato distribuito dall'11 aprile successivo.

## Accoglienza

### Incassi
Il film ha incassato 113376590 $ in Nordamerica e 88480067 $ nel resto del mondo, per un totale di 201856657 $.

### Critica
Sull'aggregatore Rotten Tomatoes ha un indice di gradimento del 42% basato su 302 recensioni, con un voto medio di 5,2 su 10. È il film con il punteggio più basso del franchise sul sito. Su Metacritic ottiene un punteggio di 46 su 100 basato su 50 recensioni.
Robbie Collin del The Daily Telegraph ha dato al film una stella su cinque, scrivendo che "C'è un velenoso pong di non morti che emana da questo ultimo capitolo del franchise degli anni '80, che ora viene mantenuto necromanticamente attraverso la forza della pura disperazione commerciale, e nient'altro". Wendy Ide di The Observer ha assegnato al film due stelle su cinque, lamentandosi che il film "non originale" non valorizzasse al meglio il suo giovane cast. Jake Wilson di The Age gli ha dato 2,5 stelle su 5, scrivendo: "Aykroyd e Grace sono l'anima della cosa, a qualsiasi livello esista un'anima. A questo punto, Aykroyd si è liberato di ogni pretesa di ironica distanza, emergendo come il triste strambo che sicuramente è sempre stato. Brian Lowry della CNN lo ha definito "un film molto impegnativo che manca dell'aggancio emotivo del suo predecessore, mentre spende troppo tempo sui personaggi sbagliati in un modo che produce una relazione piuttosto fredda e senza vita".
Richard Roeper del Chicago Sun-Times ha dato al film tre stelle su quattro, scrivendo che "porta lo stesso spirito affettuosamente goffo e da nerd scientifico del primo film e offre un delizioso equilibrio di viscida roba da fantasmi, battute taglienti, effetti visivi formidabili e un flusso costante di richiami a vari personaggi, umani e non, del film del 1984". Jake Coyle dell'Associated Press gli ha dato 2,5 stelle su 4, dicendo che era "un aggiornamento significativo da Afterlife" e "un sequel più arioso e più funzionale che ha un fascino modesto come un'avventura familiare tinta negli anni '80".

## Riconoscimenti
- 2024 - Kids' Choice Award[19]
  - Candidatura per il miglior film
  - Candidatura per il miglior attore cinematografico a Paul Rudd

## Sequel
Il 10 ottobre 2024 Kenan ha confermato che un sequel era nelle prime fasi di sviluppo.